# Schlacht bei Heliopolis (640)
Frühe Schlachten
Mu'ta – Tabūk – Dathin – Firaz
Arabische Eroberung der Levante
Qartin – Bosra – Adschnadain – Mardsch ar-Rahit – Fahl – Damaskus – Mardsch ad-Dibadsch – Emesa – Jarmuk – Jerusalem – Hazir – Aleppo
Arabische Eroberung Ägyptens 
Heliopolis – Alexandria – Nikiou
Umayyadische Eroberung Nordafrikas
Sufetula – Vescera – Karthago
Umayyadidische Invasion Anatoliens
 und Konstantinopels
Eiserne Brücke – Germanikeia – 1. Konstantinopel – Sebastopolis – Tyana – 2. Konstantinopel – Nikäa – Akroinon
Arabisch-byzantinischer Grenzkrieg
Kamacha – Kopidnadon – Krasos – Anzen und Amorion – Mauropotamos – Lalakaon – Bathys Ryax
Sizilien und Süditalien
1. Syrakus – 2. Syrakus – Feldzüge des Maniakes
Byzantinischer Gegenschlag
Marasch – Raban – Andrassos – Feldzüge des Nikephoros Phokas – Feldzüge des Johannes Tzimiskes – Orontes – Feldzüge Basileios’ II. – Azaz
Seeoperationen
Phoinix – Muslimische Eroberung Kretas – Thasos – Damiette – Thessalonike – Byzantinische Rückeroberung Kretas
Die Schlacht bei Heliopolis war eine Entscheidungsschlacht zwischen den arabischen Truppen unter ʿAmr ibn al-ʿĀs und dem Oströmischen Reich, im Zuge der islamischen Expansion. Infolge dieser Niederlage der Römer bzw. Byzantiner gelang es den Arabern, ganz Ägypten dauerhaft unter ihre Kontrolle zu bringen. Die genaue Datierung der Schlacht ist – wie die der meisten Ereignisse dieser Jahre – umstritten; am wahrscheinlichsten fand sie im Juli 640 oder 641 statt.

## Vorgeschichte
Der arabische Angriff auf Afrika kam für die Oströmer sehr überraschend; offenbar war Kaiser Herakleios davon ausgegangen, dass die arabischen Armeen durch die Kämpfe gegen das Sassanidenreich beansprucht seien. Entweder 639 oder 640 marschierte aber eine kleine muslimische Streitmacht von etwa 4.000 Mann gen Aegyptus. Als diese Armee einige Städte wie Pelusium, Bilbeis und Babylon erobert hatte und den Nil in Richtung Fayyum überquerte, traf sie auf eine höchstens 20.000 Mann starke oströmische Armee bei Heliopolis. Die kaiserlichen Truppen hatten in der Nähe der Stadt ein Lager aufgeschlagen und warteten, aus bisher ungeklärten Gründen, mit dem Angriff auf die, mittlerweile durch Verstärkungen auf 15.000 Mann gewachsene, Armee von ʿAmr ibn al-ʿĀs.

## Die Schlacht
Nachdem die Römer/Byzantiner die Schlacht eröffnet hatten, teilte ʿAmr ibn al-ʿĀs seine Streitkräfte in drei Teile. Eine Abteilung Kavallerie unter seinem vertrauten Kommandanten Kharjia verbarg sich hinter nahe gelegenen Hügeln und wurde auch nicht von Byzantinern entdeckt. Diese Abteilung sollte die schwächste Seite der Byzantiner, entweder die Flanke oder deren Rücken, angreifen. Eine weitere Abteilung Kavallerie wurde in Richtung Süden gesendet, um eventuell abfallende Truppenteile schneller zu verfolgen. ʿAmr ibn al-ʿĀs marschierte mit seiner Hauptstreitmacht direkt auf die angreifenden Oströmer. Nachdem sich die Reihen beider Armeen auf dem Schlachtfeld getroffen hatten, griff Kharjia mit seinen Reitern die Byzantiner in deren Rücken an. Überrascht von dem plötzlichen Auftauchen der feindlichen Kavallerie geriet die Schlachtordnung der kaiserlichen Armee durcheinander, und viele der fliehenden Einheiten wurden von den im Süden aufgestellten Truppen ʿAmr ibn al-ʿĀs gestellt. Dem oströmischen Befehlshaber Theodorus gelang mit wenigen Getreuen die Flucht.

## Auswirkungen
Nach der Niederlage war das Kernland Ägyptens den Arabern schutzlos ausgeliefert. Die Bevölkerung Ägyptens gehörte mehrheitlich dem Monophysitismus an und war kritisch gegen den Monotheletismus, der von der Reichsregierung als neues Dogma vorgegeben wurde, eingestellt. Ägypten, das zuvor jahrelang von den Sassaniden besetzt gewesen war, war zudem erst 630/31 wieder unter kaiserliche Kontrolle gekommen; die Loyalität gegenüber Konstantinopel war also schwach ausgeprägt. Vor allem senkten die neuen Herrscher, wenn auch nur für einen kurzen Zeitraum, die extrem hohen Steuern. Ob die arabischen Eroberer von der einheimischen Bevölkerung mehrheitlich begrüßt oder gar unterstützt wurden, ist jedoch in der neueren Forschung sehr umstritten.
Nach weiteren Gefechten und Scharmützeln gelang es den Arabern 641 schließlich, Alexandria und damit ganz Ägypten zu erobern. Mit dem Sieg bei Alexandria endete auch die römische Alleinherrschaft über das Mittelmeer. Dem Verlust des reichen Ägyptens, der Kornkammer des Oströmischen Reiches, und der Seeherrschaft war jedoch die entscheidende Niederlage bei Heliopolis vorausgegangen.